# Били Ди Вилијамс
Вилијам Дисембер „Били Ди” Вилијамс млађи (енгл. William December Williams Jr.; Њујорк, Њујорк, рођен 6. априла 1937), професионално познат као Били Ди Вилијамс, је амерички глумац, уметник, певач и писац. Најпознатији је по улози Лендоа Калризијана у филмској саги о Ратовима звезда.

## Каријера
Вилијамсов филмски деби био је у филму Последњи љути човек (1959), али је доспео у центар пажње америчке публике улогом у телевизијском филму Брајанова песма (1971) која му је донела номинацију за награду Еми за најбољег глумца. Појавио се у најмање 70 филмова током шест деценија дуге каријере, укључујући критички признате и популарне филмове попут Дама пева блуз (1972) и Махагони (1975) у којима Вилијамс глуми у пару са Дајаном Рос; и Ноћни јастребови (1981) са Силвестером Сталонеом и Рутгером Хауером.
Осамдесетих година прошлог века глумио је Лендоа Калризијана, на тај начин постајући први афроамерички глумац са главном улогом у некој франшизи, у филму Ратови звезда — епизода V: Империја узвраћа ударац (1980) и Ратови звезда — епизода VI: Повратак џедаја (1983). Такође је Лендоу давао глас у видео играма и анимираним серијама. Уведен је у Кућу славних црних синеаста 1984. године, а има и своју звезду на Холивудском булевару славних од 1985. године. Још једна трајна франшизна веза за Вилијамса започела је с Бетменом (1989) играјући улогу адвоката Харвија Дента, која је прерасла у злобни алтер-его, Дволични, за који је давао глас у филму Лего Бетмен (2017).
Вилијамсов телевизијски опус има преко шездесет наслова од 1966. године, укључујући повремене улоге, током деценија, у серијама Гидеоново раскршће, Династија, Општа болница - Ноћна смена и Општа болница, као и ситкомима попут Џеферсонови, Хјулијеви, 227 где је често био упарен са глумицом Марлом Гибс.

## Дискографија

### Студио албуми
- Let's Misbehave (1961)